# منون (اسطوره‌شناسی)
منون (یونانی باستان: Mένων) در اسطوره‌شناسی یونانی، یک سرباز اهل تروایی (تروجانی) بود که توسط لئونتئوس در جنگ تروا کشته شد همان‌طور که توسط هومر در ایلیاد شرح داده شد. (XII.201)